# Premis Oscar de 2018
Els Premis Oscar de 2018 (en anglès: 91st Academy Awards), organitzats per l'Acadèmia de les Arts i les Ciències Cinematogràfiques, guardonaren els millors films del 2018. La cerimònia tingué lloc al Dolby Theatre de Hollywood (Califòrnia) el 24 de febrer del 2019. Va ser la primera cerimònia en tres dècades sense presentador.

## Nominacions i guanyadors
Els nominats als 91ns Oscar es van anunciar el 22 de gener del 2019 al Samuel Goldwyn Theater de Beverly Hills. Els guanyadors apareixen primer i marcats en negreta:
| Millor pel·lícula | Millor director |
| --- | --- |
| - Green Book – Jim Burke, Charles B. Wessler, Brian Currie, Peter Farrelly i Nick Vallelonga - Black Panther – Kevin Feige - BlacKkKlansman – Sean McKittrick, Jason Blum, Raymond Mansfield, Jordan Peele i Spike Lee - Bohemian Rhapsody – Graham King - The Favourite – Ceci Dempsey, Ed Guiney, Lee Magiday i Yorgos Lanthimos - Roma – Alfonso Cuarón - A Star Is Born – Bill Gerber, Bradley Cooper i Lynette Howell Taylor - El vici del poder – Adam McKay | - Alfonso Cuarón per Roma - Spike Lee per BlacKkKlansman - Paweł Pawlikowski per Cold War - Yorgos Lanthimos per The Favourite - Adam McKay per El vici del poder |
| Millor actor | Millor actriu |
| - Rami Malek per Bohemian Rhapsody com a Freddie Mercury - Christian Bale per El vici del poder com a Dick Cheney - Bradley Cooper per A Star Is Born com a Jackson "Jack" Maine - Willem Dafoe per At Eternity's Gate com a Vincent van Gogh - Viggo Mortensen per Green Book com a Frank "Tony Lip" Vallelonga | - Olivia Colman per The Favourite com a Anne, Reina de la Gran Bretanya - Yalitza Aparicio per Roma com a Cleodegaria "Cleo" Gutiérrez - Glenn Close per The Wife com a Joan Castleman - Lady Gaga per A Star Is Born com a Ally Maine - Melissa McCarthy per Can You Ever Forgive Me? com a Lee Israel |
| Millor actor secundari | Millor actriu secundària |
| - Mahershala Ali per Green Book com a Don Shirley - Adam Driver per BlacKkKlansman com a Philip "Flip" Zimmerman - Sam Elliott per A Star Is Born com a Bobby Maine - Richard E. Grant per Can You Ever Forgive Me? com a Jack Hock - Sam Rockwell per El vici del poder com a George W. Bush | - Regina King per If Beale Street Could Talk com a Sharon Rivers - Amy Adams per El vici del poder com a Lynne Cheney - Marina de Tavira per Roma com a Sofía - Emma Stone per The Favourite com a Abigail Masham - Rachel Weisz per The Favourite com a Sarah Churchill |
| Millor guió original | Millor guió adaptat |
| - Green Book, escrit per Nick Vallelonga, Brian Currie and Peter Farrelly - The Favourite, escrit per Deborah Davis i Tony McNamara - First Reformed, escrit per Paul Schrader - Roma, escrit per Alfonso Cuarón - El vici del poder, escrit per Adam McKay | - BlacKkKlansman, escrit per Charlie Wachtel & David Rabinowitz i Kevin Willmott & Spike Lee, basat en el llibre de Ron Stallworth - The Ballad of Buster Scruggs, escrit per Joel Coen & Ethan Coen, basat en els relats breus All Gold Canyon de Jack London, The Gal Who Got Rattled de Stewart Edward White i altres relats de Joel Coen i Ethan Coen - Can You Ever Forgive Me?, escrit per Nicole Holofcener i Jeff Whitty, basat en el llibre de Lee Israel - If Beale Street Could Talk, escrit per Barry Jenkins, basat en el llibre de James Baldwin - A Star Is Born, escrit per Eric Roth, Bradley Cooper i Will Fetters, basat en el guió de 1954, de Moss Hart, i en el guió de 1976, de Joan Didion, John Gregory Dunne i Frank Pierson; basat en una història de Robert Carson i William A. Wellman |
| Millor pel·lícula d'animació | Millor pel·lícula de parla no anglesa |
| - Spider-Man: Un nou univers – Bob Persichetti, Peter Ramsey, Rodney Rothman, Phil Lord i Christopher Miller' - Els increïbles 2 – Brad Bird, John Walker i Nicole Paradis Grindle - Isle of Dogs – Wes Anderson, Scott Rudin, Steven Rales i Jeremy Dawson - Mirai – Mamoru Hosoda i Yūichirō Saitō - En Ralph destrueix internet – Rich Moore, Phil Johnston i Clark Spencer                                                                                     | - Roma (Mèxic) en espanyol i mixteca – Dirigit per Alfonso Cuarón - Capernaum (Líban) en àrab – Dirigit per Nadine Labaki - Cold War (Polònia) en polonès i francès – Dirigit per Paweł Pawlikowski - Never Look Away (Alemanya) en alemany – Dirigit per Florian Henckel von Donnersmarck - Shoplifters (Japó) en japonès – Dirigit per Hirokazu Kore-eda |
| Millor documentari | Millor curtmetratge documentari |
| - Free Solo – Elizabeth Chai Vasarhelyi, Jimmy Chin, Evan Hayes i Shannon Dill - Hale County This Morning, This Evening – RaMell Ross, Joslyn Barnes i Su Kim - Minding the Gap – Bing Liu i Diane Quon - Of Fathers and Sons – Talal Derki, Ansgar Frerich, Eva Kemme i Tobias N. Siebert - RBG – Betsy West i Julie Cohen | - Period. End of Sentence. – Rayka Zehtabchi i Melissa Berton - Black Sheep – Ed Perkins i Jonathan Chinn - End Game – Rob Epstein i Jeffrey Friedman - Lifeboat – Skye Fitzgerald i Bryn Mooser - A Night at The Garden – Marshall Curry |
| Millor curtmetratge | Millor curtmetratge d'animació |
| - Skin – Guy Nattiv i Jaime Ray Newman - Detainment – Vincent Lambe i Darren Mahon - Fauve – Jérémy Comte i Maria Gracia Turgeon - Marguerite – Marianne Farley i Marie-Hélène Panisset - Mother – Rodrigo Sorogoyen i María del Puy Alvarado | - Bao – Domee Shi o Becky Neiman-Cobb - Animal Behaviour – Alison Snowden o David Fine - Late Afternoon – Louise Bagnall i Nuria González Blanco - One Small Step – Andrew Chesworth i Bobby Pontillas - Weekends – Trevor Jimenez |
| Millor banda sonora | Millor cançó original |
| - Black Panther – Ludwig Göransson - BlacKkKlansman – Terence Blanchard - If Beale Street Could Talk – Nicholas Britell - Isle of Dogs – Alexandre Desplat - Mary Poppins Returns – Marc Shaiman | - "Shallow" from A Star Is Born – Música i lletra per Lady Gaga, Mark Ronson, Anthony Rossomando i Andrew Wyatt - "All the Stars" de Black Panther – Música per Mark Spears, Kendrick Lamar i Anthony Tiffith; lletra per Kendrick Lamar, Anthony Tiffith i Solána Rowe - "I'll Fight" d'RBG – Música i lletra per Diane Warren - "The Place Where Lost Things Go" from Mary Poppins Returns – Música i lletra per Marc Shaiman i Scott Wittman - "When a Cowboy Trades His Spurs for Wings" de The Ballad of Buster Scruggs – Música i lletra per David Rawlings i Gillian Welch |
| Millor edició de so | Millor so |
| - Bohemian Rhapsody – John Warhurst i Nina Hartstone - Black Panther – Benjamin A. Burtt i Steve Boeddeker - First Man – Ai-Ling Lee i Mildred Iatrou Morgan - Un lloc tranquil – Ethan Van der Ryn i Erik Aadahl - Roma – Sergio Díaz i Skip Lievsay | - Bohemian Rhapsody – Paul Massey, Tim Cavagin i John Casali - Black Panther – Steve Boeddeker, Brandon Proctor i Peter J. Devlin - First Man – Jon Taylor, Frank A. Montaño, Ai-Ling Lee i Mary H. Ellis - Roma – Skip Lievsay, Craig Henighan i José Antonio García - A Star Is Born – Tom Ozanich, Dean Zupancic, Jason Ruder i Steve A. Morrow |
| Millor direcció artística | Millor fotografia |
| - Black Panther – Hannah Beachler, Jay Hart - The Favourite – Fiona Crombie, Alice Felton - First Man – Nathan Crowley, Kathy Lucas - Mary Poppins Returns – John Myhre, Gordon Sim - Roma – Eugenio Caballero, Bárbara Enrı́quez | - Roma – Alfonso Cuarón - Cold War – Łukasz Żal - The Favourite – Robbie Ryan - Never Look Away – Caleb Deschanel - A Star Is Born – Matthew Libatique |
| Millor maquillatge | Millor vestuari |
| - El vici del poder – Greg Cannom, Kate Biscoe i Patricia Dehaney - Border – Göran Lundström i Pamela Goldammer - Mary Queen of Scots – Jenny Shircore, Marc Pilcher i Jessica Brooks | - Black Panther – Ruth E. Carter - The Ballad of Buster Scruggs – Mary Zophres - The Favourite – Sandy Powell - Mary Poppins Returns – Sandy Powell - Mary Queen of Scots – Alexandra Byrne |
| Millor muntatge | Millors efectes visuals |
| - Bohemian Rhapsody – John Ottman - BlacKkKlansman – Barry Alexander Brown - The Favourite – Yorgos Mavropsaridis - Green Book – Patrick J. Don Vito - El vici del poder – Hank Corwin | - First Man – Paul Lambert, Ian Hunter, Tristan Myles i J. D. Schwalm - Avengers: Infinity War – Dan DeLeeuw, Kelly Port, Russell Earl i Dan Sudick - Christopher Robin – Christopher Lawrence, Michael Eames, Theo Jones i Chris Corbould - Ready Player One – Roger Guyett, Grady Cofer, Matthew E. Butler i David Shirk - Solo: A Star Wars Story – Rob Bredow, Patrick Tubach, Neal Scanlan i Dominic Tuohy |